# 브렌트우드 (로스앤젤레스)

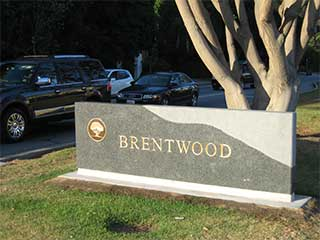
브렌트우드

브렌트우드(Brentwood)는 캘리포니아주 로스앤젤레스의 지역이다.